# Петар Метлічич
Петар Метлічич  (хорв. Petar Metličić, 25 грудня 1976) — хорватський гандболіст, олімпійський чемпіон.

## Виступи на Олімпіадах
| Олімпіада  | Дисципліна | Місце |
| ---------- | ---------- | ----- |
| Афіни 2004 | гандбол    | 1     |
| Пекін 2008 | гандбол    | 4     |